# Ponte do Freixo
Die Ponte do Freixo ist eine achtspurige Autobahnbrücke über den Douro zwischen Porto und Vila Nova de Gaia, die die Autoestrada A20 und gleichzeitig die  IC23 – Via de Cintura Interna über den Fluss führt, eine 21 km lange Schnellstraße um die Zentren der beiden Städte herum, die mit der Ponte da Arrábida 1963 auf der anderen Seite von Porto begonnen wurde.
Sie ist nach dem angrenzenden Stadtteil von Porto benannt.
Sie steht 1,3 km oberhalb der Ponte de São João und ist flussaufwärts die letzte Brücke über den Douro in Porto. Die nächste Flussquerung flussaufwärts ist das 15 km entfernte Kraftwerk Crestuma-Lever und die weitere 3 km entfernte Brücke der A41, der Regionalen Ringautobahn von Porto (CREP-Circular Regional Exterior do Porto).
Sie wurde nach den Plänen von António Reis in den Jahren 1993 bis 1995 gebaut.
Die Ponte do Freixo ist 750 Meter lang und 36 breit; auf der Südseite schließt sich ein Verteilerbauwerk an. Sie hat 8 Öffnungen mit einer Öffnung von 150 m und zwei Öffnungen von 115 m Weite. Die Brücke besteht aus zwei parallelen Brücken im Abstand von 10 cm mit je vier Fahrbahnen in eine Fahrtrichtung. Jede der Brücken besteht aus einem gevouteten, einzelligen Spannbeton-Hohlkasten mit auskragender Fahrbahnplatte.